# Pier Francesco Paolini
Pier Francesco Paolini (Senigallia, 1928 – Roma, 22 marzo 2015) è stato uno scrittore, traduttore, poeta e drammaturgo italiano.

## Biografia
Ha esordito come scrittore nel 1969 con Relazioni irregolari, pubblicato da Feltrinelli nel 1969. Alla sua attività di scrittore (romanziere e poeta, e talvolta anche autore teatrale) ha affiancato una lunga serie di traduzioni per varie case editrici. Nel 1975 e nel 1977 è stato incluso nella lista dei candidati per la vittoria del Premio Monselice.

## Opere

### Narrativa
- Relazioni irregolari, Milano, Feltrinelli, 1969
- L'atto delle tenebre, Milano, Bompiani, 1979
- Il peccato immortale, Milano, Bompiani, 1983
- Disguidi del destino, Milano, Bompiani, 1991
- Il gatto guercio, Roma, Newton Compton, 1993, finalista al Premio Bergamo[3]
- I sette peccati mortali a cavallo, Roma, Empiria, 2003
- La paurosa simmetria, Roma, Biblioteca del Vascello, 2003
- I cavalli del sole: chi comanda a bordo della Elsewhere?, Roma, Robin, 2007
- La giostra dei topi, Roma, Robin, 2008
- Il dono crudele: la tragica bellezza di una diva, Roma, Robin, 2009
- Il gioco delle tre donne o un figlio di tre padri, Roma, Robin, 2009
- La regola di lago, Roma, Robin, 2011

### Poesia
- La vacanza del tranviere, Città di Castello, Edimond, 2000
- Parole e sangue, Milano, Spirali, 2001
- Lauda della gelosia, Roma, Fermenti Editrice, 2007

### Teatro
- I misteri della carne, Lubrina, 1990
- I trapassi della forma
- Nasturzio e Kasimer, 1996
- Incroci di parole, Inchiostri, 2000

### Traduzioni
- AA.VV., Sul futuro dell'arte, Milano, Feltrinelli, 1972
  - Peter Ackroyd, Il ragazzo meraviglioso, Milano, Longanesi, 1989
- Richard Adams
  - La collina dei conigli, Milano, Rizzoli, 1975
  - I cani della peste, Milano, Rizzoli, 1978
  - La valle dell'orso, Milano, Euroclub, 1978
  - La ragazza sull'altalena, Milano, Rizzoli, 1982
  - I burogatti, Milano, Rizzoli, 1986
- Woody Allen
  - Effetti collaterali, Milano, Bompiani, 1981
  - Tutto quello che avreste voluto sapere sul sesso ma non avete mai osato chiedere, Milano, Feltrinelli, 1993
- Richard Bach
  - Il gabbiano Jonathan Livingston, Milano, Rizzoli, 1977
  - Nessun luogo è lontano, Milano, Rizzoli, 1982
  - Un ponte sull'eternità, Milano, Rizzoli, 1985
- James Baldwin, Sulla mia testa, Milano, Bompiani, 1979
- Michael Barson (a cura di), I fratelli Marx: legali da legare, Milano, Bompiani, 1989
- John Barth, La casa dell'allegria: storia da stampare, incidere su nastro, recitare, Milano, Rizzoli, 1974
- Saul Bellow
  - Il dono di Humboldt, Milano, Rizzoli, 1976
  - Gerusalemme andata e ritorno, Milano, Rizzoli, 1977
  - Il dicembre del professor Corde, Milano, Rizzoli, 1986
  - Il circolo Bellarosa, Milano, Mondadori, 1990
- Dirk Bogarde, Fratelli di odio, Milano, Longanesi, 1993
- Richard Brautigan
  - L'aborto: una storia romantica, Milano, Rizzoli, 1976
  - La casa dei libri, Milano, Marcos y Marcos, 2003
- Lenny Bruce, Come parlare sporco e influenzare la gente, Milano, Bompiani, 1974
- Charles Bukowski, Storie di ordinaria follia, Milano, Feltrinelli, 1975
- Anthony Burgess
  - Letti, Milano, Rizzoli, 1982
  - Gli strumenti delle tenebre, Milano, Rizzoli, 1983
- Truman Capote, Il duca nel suo dominio, Milano, Mondadori, 2004
- Carlos Castaneda, Il secondo anello del potere, Milano, Rizzoli, 1980
- Peter Carey, L'ispettrice delle tasse, Milano, Longanesi, 1993
- Joseph Conrad
  - Nostromo (romanzo)|Nostromo: racconto della costa, Milano, Mondadori, 1997
  - Vittoria: racconto delle isole, Milano, Mondadori, 1998
- Pat Conroy
  - Il principe delle maree, Milano, Bompiani, 1987
  - La mia stagione no, Milano, Bompiani, 2003
- Benjamin Constant, Il quaderno rosso: la mia vita (1767-1787), Roma, Robin, 2009
- Robert Coover, La festa di Gerald, Milano, Feltrinelli, 1988
- Roald Dahl, Il grande ascensore di cristallo, Salani, 2003
- Charles Dickens, Il mistero di Edwin Drood, Milano, Rusconi, 1984
- Walter C. Dudley, Tsunami: l'onda anomala, Milano, Feltrinelli, 2005
- Marilyn Durham, L'uomo che amò Gatta Danzante, Milano, Rizzoli, 1973
- Lawrence Durrell
  - Nunquam, Milano, Feltrinelli, 1971
  - Le avventure di Antrobus, Roma, Fazi, 2000
- Paul E. Erdman
  - La lunga notte del dollaro, Milano, Rizzoli, 1974
  - Il crack del '79, Milano, Rizzoli, 1976
- Bret Easton Ellis, American Psycho, Milano, Bompiani, 1991
- William Faulkner, Bandiere nella polvere, Milano, Bompiani, 1989
- Sebastian Faulks, On Green Dolphin Street, Milano, Tropea, 2002
- Jasper Fforde, Persi in un buon libro, Milano, Marcos y Marcos, 2007
- Carrie Fisher, Cartoline dall'inferno, Milano, Bompiani, 1988
- Nicholas Fisk, L'auto parlante, Firenze, Salani, 1990
- Francis Scott Fitzgerald
  - Al di qua del paradiso, Roma, Newton, 1996
  - Belli e dannati, Roma, Newton, 1998
- Mahatma Gandhi, Le parole di Gandhi, Milano, Longanesi, 1983
- Jeremy Gavron, L'amico della luna, Milano, Bompiani, 1997
- William Goldman, Magic: romanzo, Milano, Sonzogno, 1977
- William Golding
  - Riti di passaggio, Milano, Longanesi, 1983
  - Fuoco sottocoperta, Milano, Longanesi, 1990
- Nadine Gordimer, Occasione d'amore, Milano, Feltrinelli, 1984
- Matthew Hart, Diamanti, Milano, Bompiani, 2002
- Gustav Hasford, Nato per uccidere, Milano, Bompiani, 1987
- Shirley Hazzard, Il passaggio di Venere, Sperling & Kupfer, Milano 1981
- Sean Hignett, Torna, Dio, sei perdonato, Milano, Feltrinelli, 1970
- John Irving
  - Il mondo secondo Garp, Milano, Bompiani, 1979
  - Hotel New Hampshire, Milano, Bompiani, 1982
  - Le regole della casa del sidro, Milano, Bompiani, 1985
  - Libertà per gli orsi, Milano, Rizzoli, 1992
  - Figlio del circo, Milano, Rizzoli, 1994
  - La cura dell'acqua pura, Milano, Bompiani, 2000
  - Preghiera per un amico, Milano, Rizzoli, 2000
- Erica Jong
  - Il diavolo fra noi: su Henry Miller, Milano, Bompiani, 1993
  - Serenissima, Milano, Bompiani, 2001
- Thomas Keneally, La città in riva al fiume, Milano, Frassinelli, 1997
- Ken Kesey, Sailor song, Milano, Rizzoli, 1993
- Jack Kerouac, Visioni di Cody, Arcana, Roma, 1974
- Matthew Kneale, Il passeggero inglese, Milano, Bompiani, 2002
- Jerzy Kosinski, Flipper, Sonzogno, Milano, 1984
- D.H. Lawrence, Mister Noon, Milano, Feltrinelli, 1985
- John Le Carré
  - Tutti gli uomini di Smiley, Milano, Rizzoli, 1983
  - La casa Russia, Milano, Mondadori, 1989
- Jack London
  - Il richiamo della notte, Milano, Feltrinelli, 1977 (con Giovanni Marcellini e Giordano Falzoni)
  - L'invasione della Cina e altri racconti, Roma, Robin, 2010
- Robert Ludlum, L'agenda Icaro, Milano, Rizzoli, 1988
- Norman Mailer
  - Antiche sere, Milano, Rizzoli, 1983
  - I duri non ballano, Milano, Bompiani, 1985
  - Il racconto di Oswald, Milano, Bompiani, 1995
- William Maxwell, Ciao, a domani, Venezia, Marsilio, 1998
- Terry McMillan, Un respiro di sollievo, Milano, Mondadori, 1993
- Henry Miller, Opus Pistorum, Milano, Feltrinelli, 1989
- Yukio Mishima, La via del samurai, Milano, Bompiani, 1983
- Jeffrey Moore, Gli artisti della memoria, Milano, Marcos y Marcos, 2005
- Vladimir Nabokov, La distruzione dei tiranni, Milano, Longanesi, 1982
- C.W. Nicol, Harpoon, Milano, Rizzoli, 1987
- Nigel Nicolson, Ritratto di un matrimonio, Milano, Rizzoli, 1974
- Ruth S. Noel, La mitologia di Tolkien, Milano, Rusconi, 1984
- Pat O'Shea, La pietra del vecchio pescatore, Milano, Longanesi, 1988
- Marino Piazzolla, A raving reverie. A substantial anthology of Marino Piazzolla's flamboyant poetry and witty prose, Roma, Fermenti, 2007
- Terry Pratchett
  - Il piccolo popolo dei grandi magazzini, Milano, TEA, 1994
  - Maledette piramidi, Milano, TEA, 2004
- Ruth Prawe Jhabvala, Tre continenti, Milano, Feltrinelli, 1988
- Richard Price, Gioco violento, Milano, Feltrinelli, 1977
- Thomas Pynchon, Vineland, Milano, Rizzoli, 1991
- Jeanne Ray, Julie e Romeo, Milano, Garzanti, 2002
- Derek Raymond, Atti privati in luoghi pubblici, Padova, Meridianozero, 2004
- Philip Roth
  - La mia vita di uomo, Milano, Bompiani, 1975
  - Il professore di desiderio, Milano, Bompiani, 1978
  - Lo scrittore fantasma; La mammella, Milano, Club degli editori, 1980
  - Zuckerman scatenato, Milano, Bompiani, 1981
  - Il grande romanzo americano, Roma, Editori riuniti, 1982
  - La lezione di anatomia, Milano, Bompiani, 1986
  - L'orgia di Praga, Milano, Bompiani, 1987
  - I fatti: autobiografia di un romanziere, Milano, Leonardo, 1989
- Margaret A. Salinger, L'acchiappasogni, Milano, Bompiani, 2001
- Isaac Bashevis Singer, Schiuma, Milano, Longanesi, 1991
- Martin Cruz Smith, Gorky Park, Milano, Club del libro, 1982
- Mary Stewart, Non toccare il gatto, Milano, Euroclub, 1978
- Sam Stewart, Balordi & Co.: Società per Losche Azioni: Capitale interamente rubato 1000000 $, Milano, Rizzoli, 1976
- Bram Stoker, Doppie identità: i più famosi impostori della storia, Roma, Robin, 2009
- Sue Townsend, Fuori di zucca, Milano, Sperling & Kupfer, 2006
- John Updike, Il colpo di stato, Milano, Rizzoli, 1980
- Gore Vidal
  - Kalki, Bompiani, 1980.
  - Creazione, Milano, Garzanti, 1983
  - Duluth: tutta l'America in una città, Milano, Garzanti, 1984
    - In diretta dal Golgota, Milano, Longanesi, 1992
- Kurt Vonnegut
  - Un pezzo da galera, Milano, Rizzoli, 1981
  - Il Grande Tiratore, Milano, Bompiani, 1984
  - Hocus Pocus, Milano, Bompiani, 1991
  - Barbablù, Milano, Feltrinelli, 2007
- Lyall Watson, L'uccello del fulime: un viaggio nel passato dell'Africa, Milano, Frassinelli, 1984
- Fay Weldon
  - Vita e amori di una diavolessa, Milano, Feltrinelli, 1984
  - Polaris, Milano, Feltrinelli, 1989
- Mary Wesley, Una vita sensata, Milano, Longanesi, 1991
- Edith Wharton, La casa della gioia, Roma, Newton, 1994
- William Wharton
  - Chiarore di mezzanotte, Milano, Frassinelli, 1983
  - Dad papa, Milano, Frassinelli, 1990
- Robert Woods Kennedy, Un anno d'amore, Milano, Rizzoli, 1974
- Virginia Woolf, La signora Dalloway, Roma, Newton, 1992
- Eiji Yoshikawa, Musashi, Milano, Rizzoli, 1985